# 格鲁森尼人

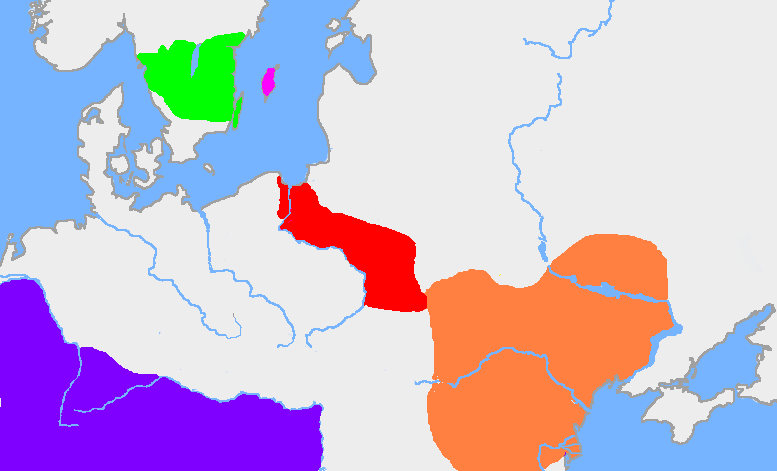
传统约塔兰地区
哥得兰岛
维尔巴克文化，3世纪早期
切尔尼亚霍夫文化，4世纪早期
罗马帝国

格鲁森尼人（Greuthungi）是公元3、4世纪生活在黑海一带的哥特人部落。他们与生活在德涅斯特河对岸的瑟文吉人关系密切，后来肯能融合成了东哥特人。
格鲁森尼一词可能意思是“草原居民”。6世纪中期的罗马史学家约丹内斯，在其所著的《哥特史》里，认为格鲁森尼人就是后来的东哥特人。约丹内斯描述了4世纪末期格鲁森尼王国具有庞大的疆域；但生活在4世纪末期的史学家阿米阿努斯·马尔切利努斯的著作里并没有相关描述。包括彼得·希瑟和迈克·库里库斯基在内的现代学者，怀疑所谓“特别广阔的疆域”的记载是否属实，并认为其真实疆域要比约丹内斯描述的小得多。
根据约丹内斯《哥特史》的记载，格鲁森尼王国于375年遭到匈人君主巴兰比尔的袭击，大败，国王厄尔曼纳里克自杀。格鲁森尼人一部分投降匈人，另一部分人逃入罗马帝国境内。